# Style Régence
 (mars 2008).
Le style Régence est un style de mobilier qui se situe entre 1715 et 1723 environ, période de la régence de Philippe d'Orléans pendant la minorité de Louis XV. Il  succède au style Louis XIV et annonce le style Louis XV.

## État d'esprit
Sous la Régence, les aristocrates proches de la cour recherchent plus d'intimité et de raffinement, plus de soirées à thème (lecture, orchestres, etc.). Des salons se tiennent dans lesquels on rencontre des écrivains, des poètes, des philosophes. Le thème de l'amour rencontre un vif succès. On met en avant la galanterie : éducation et esprit.
C'est également la période de la commedia dell'arte.

## Mobilier

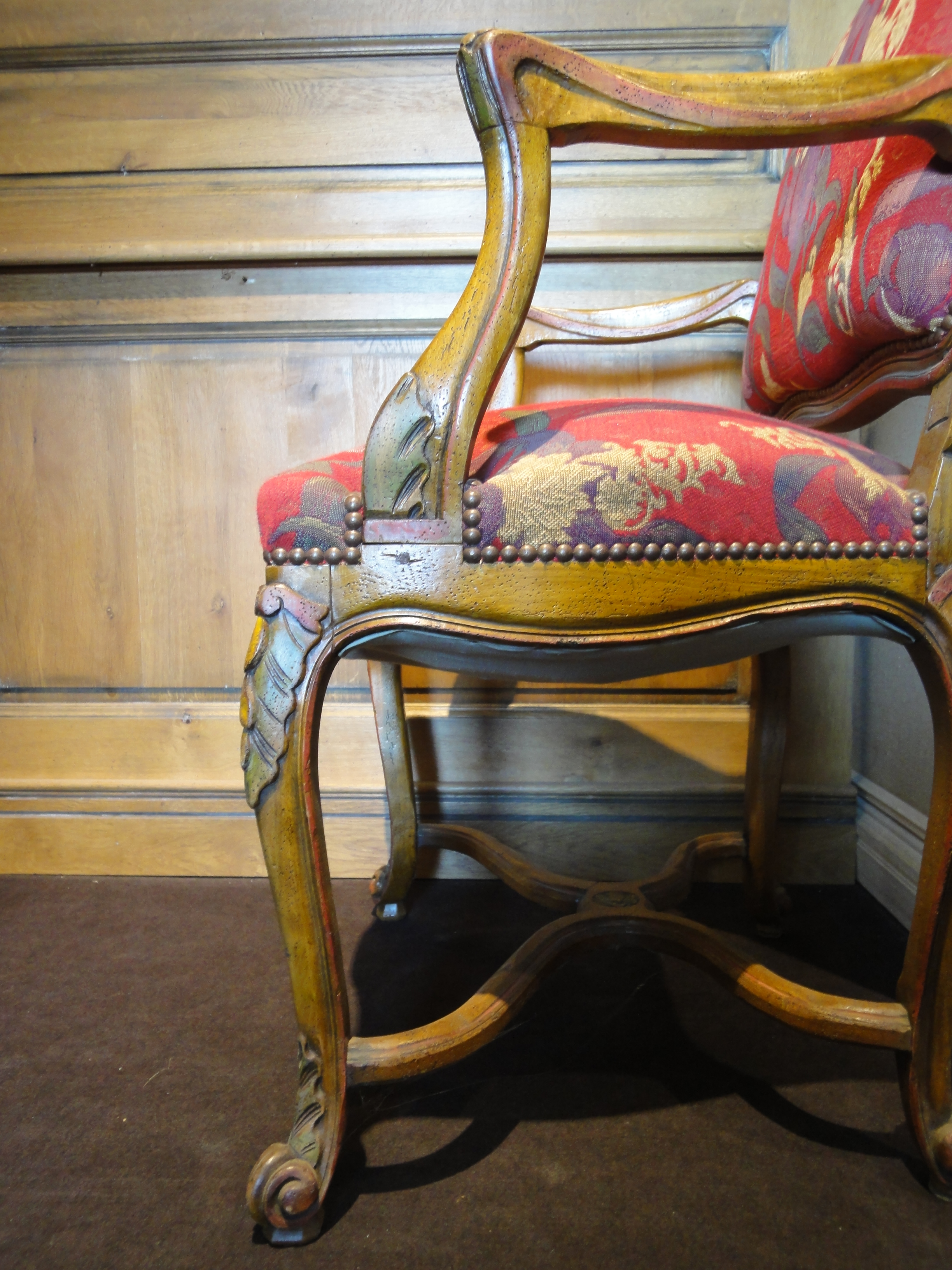
Style Régence.

Les principaux matériaux utilisés sont le chêne, le hêtre, le noyer, le sapin, le peuplier, le poirier noirci, les bois exotiques, asiatiques et africains importés par la compagnie des Indes.
Le placage, la marqueterie, la dorure à feuille d’or et les bronzes dorés au mercure sont les techniques classiques de cette période.
- Les tables sont plus petites qu'avant et maniables : l'entretoise est progressivement supprimée. Elles sont souvent en bois massif ciré.
- La table de toilette fait son apparition.
- Les consoles d’appliques, les consoles de milieu.
- Les bureaux : ils se généralisent et sont souvent en bois noirci, le plateau droit cerné de bronze recouvert d'un maroquin, pieds galbés et décor en bronze.
- Les buffets : le buffet à deux corps, le buffet vaisselier. Lorsqu'ils sont bas on les appelle « bas d'armoire ». Ils s'ouvrent par deux vantaux moulurés et sculptés. Ils ont généralement deux tiroirs en ceinture. Leurs pieds sont courts et cambrés.
- Les commodes : en tombeau (ou à la Régence). Commode à l’arbalète (Cressent, galbe dans le prolongement des pieds).
- Les sièges : les dossiers sont moins imposants que sous Louis XIV et sont cintrés, les montants latéraux sont mouvementés, les consoles d'accotoirs sont en retrait des pieds avant. L'ajout de manchettes garnies sur les accotoirs se généralise. Les pieds sont cambrés et ne sont plus reliés par une entretoise. La tapisserie prend moins d'importance, les traverses du dossier et de l'assise sont apparents et sculptés (motifs de style rocaille : coquilles et feuilles d'eau).
- Les fauteuils.
- Les bergères à oreilles (apparition vers 1720-1725).
- Les chauffeuses.
- Les tabourets.
- Les banquettes d’applique, canapé, la chaise longue.
- Les armoires : grandes, hautes et uniquement en bois massif. La façade peut être galbée, la traverse est chantournée et ornée de motifs légers. Les panneaux sont asymétriques dans le sens de la hauteur.
- Les voyeuses ou ponteuses : chaises sur lesquelles on s'assied à califourchon pour regarder les gens jouer ou discuter.
- Les miroirs.
- Les pendules.

## Les ornements
Les motifs décoratifs sont :
- les jeux de fond : quadrillés, losanges ;
- les motifs humains : espagnolette (à l'origine du sculpteur bronzier Cressent), masques féminins ;
- les motifs animaux : singes, coquilles, ailes de chauve-souris ;
- les motifs végétaux : palmette, tournesol, feuilles godronnées, feuilles d'acanthe ;
- les motifs géométriques de marqueterie Boulle ;
- les motifs exotiques : plume de paon, pagodes.